# Fernando Fernández de Córdova Valcárcel
Fernando Fernández de Córdova Valcárcel (castellà: Fernando Fernández de Córdova)  (Buenos Aires, 2 de setembre de 1809 - Madrid, 30 d'octubre de 1883), II marquès de Mendigorría, fou un militar espanyol, fill del capità de fragata de la Reial Armada José María Fernández de Córdova y Rojas i de María de la Paz Rodríguez de Valcárcel y O'Conrry, I marquesa de Mendigorría. Juntament amb el seu germà Luis va combatre en la Primera Guerra Carlista. Pertanyia al Partit Moderat i més tard al Partit Demòcrata-Radical.

## Caràcter

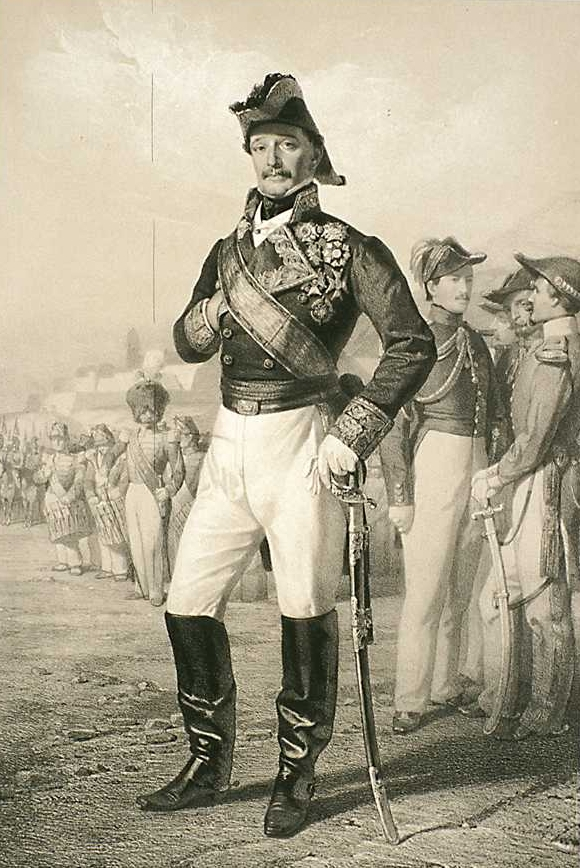
Fernándo Fernández de Córdova, 2n Marquès de Mendigorría

Amb 21 anys va obtenir el grau de tinent coronel i el comandament d'un batalló en incorporar-se a l'abril de 1834 a la tropa isabelina de Gerónimo Valdés. Mancava de tota experiència militar, ignorant l'esforç físic que havia de realitzar el soldat del carrer, mentre que ell només es movia muntat a cavall. Bé aviat, igual que el seu germà Luis, va ser detestat per la tropa que tenia al seu comandament pel mal tracte que dispensava als seus soldats. Ell mateix explica en les seves memòries que res més rebre el comandament a Vitòria, en veure que un dels seus soldats no saludava com devia a un tinent, «...vaig manar en l'acte al batalló posar armes a l'espatlla i fent sortir al granader vint passos al capdavant, el vaig fer despullar de les seves armes i equip i aplicar seixanta pals per quatre caps de la companyia al toc de fagina. Executat amb rigor el càstig i gairebé exánime el granader, el vaig manar conduir a l'hospital».

## Carrera política i militar
Va ascendir a tinent general en 1847 i va ser destinat a Itàlia per restaurar el poder temporal de Papa Pius IX i enderrocar a la República Romana, democràticament triada. Va ocupar el Ministeri de la Guerra i del 17 al 19 de juliol de 1854 va ser President del Consell de Ministres en plena crisi revolucionària. Malgrat haver estat partidari d'Isabel II, es va unir al moviment revolucionari de 1868 que va enderrocar la Corona. Novament va ser Ministre de la Guerra amb Amadeu I i amb la Primera República Espanyola, però en 1873 es va retirar per complet de la vida política.